# Міліца Стоядіновіч-Српкіня
Milica Stojadinovic-Srpkinja (серб. кир.: Милица Стојадиновић Српкиња) (1828—1878) — сербська поетеса, яку іноді називали «найбільшою сербською поетесою XIX століття».

## Ранні роки життя та освіта
Вона народилася в сім'ї парафіяльного священика Сербської православної церкви і отримала визнання за свою патріотичну поезію вже в підлітковому віці. У її рідному місті Буковац сформувався її характер.
За винятком нижчої гімназійної освіти, вона в основному була самоучкою. Коли Егош вперше зустрів її у Відні, він сказав: я поет, вона поетеса. Якби я не був єпископом, Чорногорія тепер мала б принцесу . 

## Кар'єра
Її перша книга віршів була опублікована в 1850 р., А згодом у 1855 та 1869 рр. Вийшли два розширені видання. Вона також написала щоденник у трьох томах, опублікований у 1861, 1862 і 1866 роках. Вона вільно розмовляла німецькою мовою, навіть перекладала статті з німецьких журналів для сербських газет. Міліка вважається першою жінкою-військовим кореспондентом у Сербії. 15 червня 1862 року вона стала свідком того, як сутичка переросла у серйозний конфлікт між сербською жандармерією та турецькими військами в Белграді. Інцидент розпочався, коли турецький солдат застрелив і вбив хлопчика зі глечиком, що призвело до бомбардування столиці Сербії турецькою артилерією.

Вона багато листувалася з письменниками Джорджем Райковичем (1825—1886), Любомиром Ненадовичем, Вуком Стефановичем Караджичем та його дочкою Вільгельмін / Міною Боженою Немцовою та Людвігом Августом фон Франклом. У 1891 р. Людвіг фон Франкль у Відні видав альманах Die Dioskuren з колекцією листів, написаних Міліцею Стоядінович.

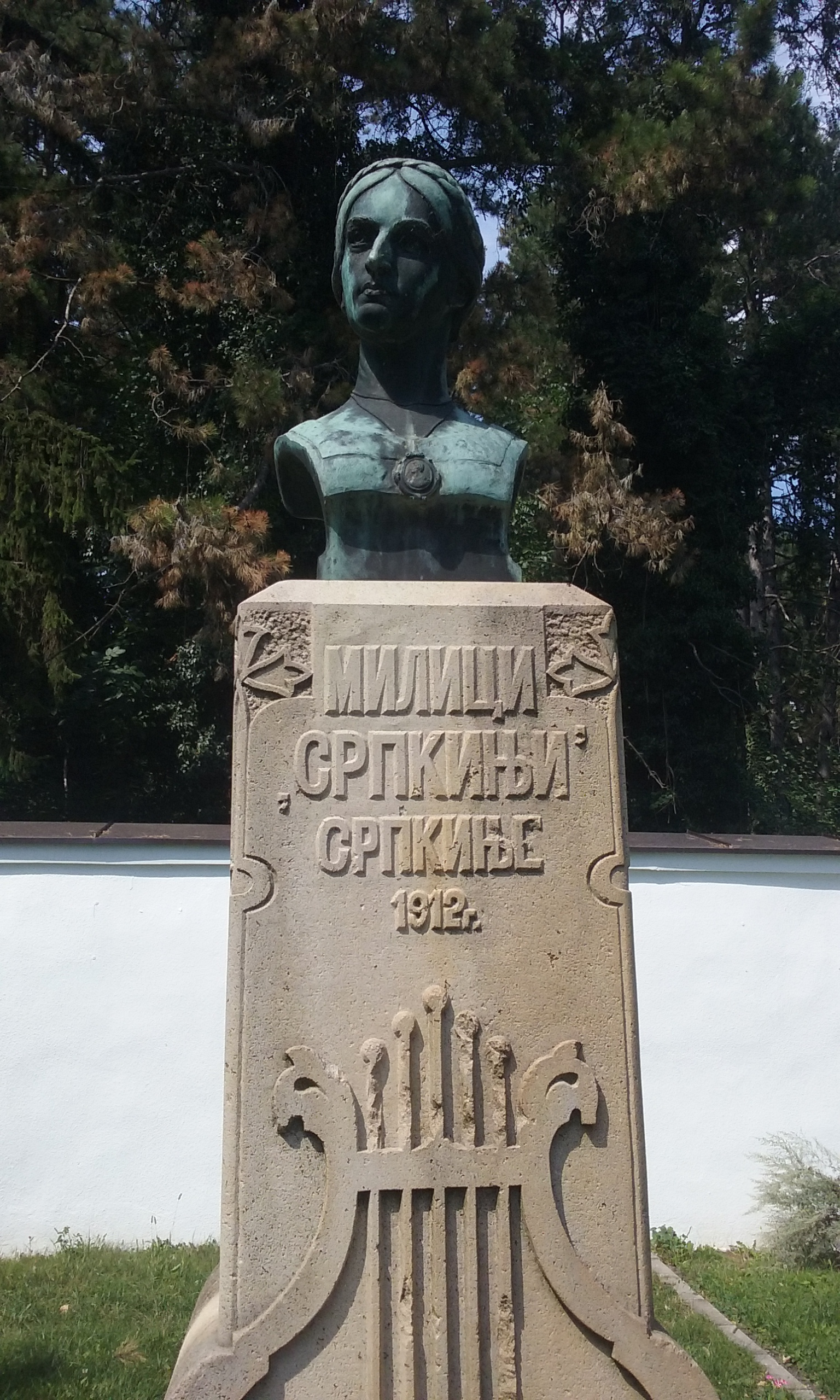
Погруддя Міліці Стоядінович-Српкіньї у монастирі Врднік-Раваніця

Однак її творчість була в основному поза увагою громадськості протягом більшої частини 20 століття.
У останню чверть століття в Новий Сад на її честь щорічно скликається чотириденний меморіал поезії, де премія за поезію, що носить її ім'я, присуджується видатним поетам із Сербії.
У книзі з історії сербської літератури, написаній Йованом Деретичм, її неодноразово згадують як постать, яка зачаровувала сучасників не лише своєю поезією, але й незвичайною красою …. але чия вірші …. мають більше моральної проповіді та патріотичних думок, ніж справжня поезія. Свою особистість вона висловила краще у своєму щоденнику «У Фруській горі», ніж у своїх віршах. . .
Щоденник Міліці був передрукований у 1985 році у видавництві « Просвета» в Белграді; Листування з Вуком та Міною Караджич було опубліковане у 1987 р; а через чотири роки її «Інші листи до сучасників» були опубліковані в книзі під редакцією Радмілли Гікіч. Підбірка її віршів була опублікована в 1995 році видавництвом Papirus у Новому Саді.